# Pericles el Joven
Pericles el joven (c. 440-406 a. C.) fue un estratego (general) ateniense, hijo del célebre Strategos Pericles y de Aspasia.
Nació probablemente a mitad de los años 440 a. C., antes de 446 según algunos historiadores y como fecha última, la de 440 a. C. Fue admitido como ciudadano ateniense como excepción especial a la ley promulgada por su padre que prohibía la ciudadanía a los hijos de madres no atenienses (metecas). Ostentó el cargo público de helenotamía en 410 o 409 a. C., y el de estratego en 406 a. C. Fue uno de los seis estrategos sentenciados por la Asamblea ateniense y ejecutados después de la batalla de Arginusas por no socorrer a los supervivientes de la tormenta desatada inmediatamente tras la batalla. (Véase Juicio de los generales).